# Scheune Altenfluther Weg 20
Die Scheune Altenfluther Weg 20 in der niedersächsischen Samtgemeinde Land Hadeln, Gemeinde Wingst-Kiebitzmoor, im Landkreis Cuxhaven, stammt aus dem 18. Jahrhundert. Aktuell (2024) wird sie wohl als Scheune genutzt.
Das Gebäude steht unter Denkmalschutz (siehe auch Liste der Baudenkmale in Wingst).

## Geschichte und Beschreibung
Wingst wurde 1301 als Winxhöhe erstmals erwähnt und als organisatorische Einheit Wingster District erst um 1770.
Die Hofstelle Altenfluther Weg 20 liegt in Kiebitzmoor östlich von der Wingst und besteht aus dem verklinkerten Wohn- und Wirtschaftsgebäude von 1857 in Backstein und der östlichen denkmalgeschützten Kornscheune.
Das eingeschossige traufständige Gebäude in Fachwerk, mit Stein- und Lehmausfachungen und Walmdach mit Uhlenloch sowie mit Querdurchfahrten, wurde in der ersten Hälfte des 18. Jahrhunderts als Scheune gebaut. Die oberen Gefache wurden senkrecht verbohlt. Das steile Walmdach wurde im Westen tiefer herabgezogen.
Das Landesdenkmalamt befand u. a.: „… ortsgeschichtlichen, gebäudetypischen, landschafts- und hofbildprägenden Zeugniswert … .“